# عبد الله قيسي
عبد الله قيسي (بالإنجليزية: Abdullah Qaisi)‏؛ مواليد 8 مايو 1990 في جازان، السعودية، هو لاعب كرة قدم سعودي يلعب حالياً في نادي حطين.

## مسيرة اللاعب
لعب سابقاً مع نادي حطين ونادي الوحدة ونادي هجر ونادي الفيحاء و و نادي الشعلة ونادي الطائي ونادي أبها ونادي ضمك والشعلة ونادي الرياض.

## روابط خارجية
- عبد الله قيسي على موقع قاعدة بيانات كرة القدم.إي يو (الإنجليزية)
- عبد الله قيسي على موقع Soccerway.com (الإنجليزية)